# Ravne pri Žireh
Ravne pri Žireh je naselje u slovenskoj Općini Žiriju. Ravne pri Žireh se nalazi u pokrajini Gorenjskoj i statističkoj regiji Gorenjskoj. 

## Stanovništvo
Prema popisu stanovništva iz 2002. godine naselje je imalo 24 stanovnika.